# Penstemon nanus
Penstemon nanus är en grobladsväxtart som beskrevs av Karl Keck. Penstemon nanus ingår i släktet penstemoner, och familjen grobladsväxter. Inga underarter finns listade i Catalogue of Life.